# Edgar Selge
Edgar Selge (Brilon, 27 maart 1948) is een Duitse acteur en schrijver.

## Biografische schets
Selge werd in 1948 in Brilon geboren als zoon van een gevangenisdirecteur en groeide op in Herford. Hij studeerde filosofie en Duits in München en Dublin, en klassieke piano in Wenen. Hij studeerde in 1975 af aan de Otto Falckenberg Schule voor uitvoerende kunst in München.
Selges eerste huwelijk was met actrice Daphne Moore. In 1985 hertrouwde hij met actrice Franziska Walser. Het echtpaar heeft een zoon en een dochter. Edgar Selge en Franziska Walser zijn actieve leden van BASTA, een alliantie voor geesteszieke mensen. Selge was een van de ondertekenaars van een open brief aan bondskanselier Olaf Scholz, gepubliceerd in het tijdschrift EMMA op 29 april 2022, waarin de ondertekenaars zich uitspreken tegen wapenleveranties aan Oekraïne uit angst voor een Derde Wereldoorlog in de context van de Russische invasie van Oekraïne in 2022.
De regisseur en scenarioschrijver Titus Selge is een neef van Edgar Selge - zoon van zijn oudste broer, de literatuurwetenschapper Martin Selge.

## Carrière
Na het voltooien van zijn acteeropleiding maakte Selge zijn debuut bij de Staatliche Schauspielbühnen Berlin. In 1978 regisseerde hij Tom Stoppards Every Good Boy Deserves Favor op het Dublin Theatre Festival.
Vanaf 1978 was hij betrokken bij de Münchner Kammerspiele. Selge speelde onder meer Andreas Kragler in Brechts Trommeln in der Nacht (1979), Bleichenwang in Was ihr wollt (1980), Saint Just in Bücners Dantons Tod (1980), de secretaris in Hebbels Maria Magdalena (1981), Arkas in Goethes Iphigenie auf Tauris ( 1981), Marinelli in Lessings Emilia Galotti (1984), Licht in Kleists Der zerbrochne Krug (1986) en George Garga in Brechts Im Dickicht der Städte (1988). In 1989 speelde hij de oude leraar Arnholm in Ibsens Die Frau vom Meer. In augustus 1991 verliet Selge het Kammerspiele-ensemble, maar bleef daar wel gastoptredens doen. In 2016 speelde hij bij het Deutsches Schauspielhaus Hamburg de rol van universitair docent François in de toneelmonoloog Unterwerfung (naar de roman Soumission van Michel Houellebecq, bewerkt en geregisseerd door Karin Beier), waarbij hij meer dan twee uur alleen op het podium stond. In die rol was hij in februari 2016 in de Stadsschouwburg Amsterdam te zien. Vanwege die prestatie werd hij in 2016 door het theatermagazine Theater heute uitgeroepen tot Schauspieler des Jahres en ontving hij daarnaast de Duitse theaterprijs Der Faust en de Rolf-Mares-prijs.
Naast zijn toneelwerk staat Selge ook regelmatig voor de camera. Inmiddels (anno 2024) is hij in meer dan zeventig film- en televisieproducties te zien geweest. Hij maakte zijn filmdebuut in 1982 als Oscar in de film Krieg und Frieden. In de jaren tachtig verscheen hij herhaaldelijk in gastrollen in de misdaadseries Der Fahnder, Derrick, Der Alte en Tatort. In 1990 castte Konrad Sabrautzky hem samen met Maja Maranow en Adele Neuhauser als Felix in de travestiekomedie Der neuen Mann. In 1994 speelde hij de rol van Dr. Walter voor de camera in de verfilming van Uwe Timms kinderboek Rennschwein Rudi Rüssel. Selge werd naast Michaela May bij een breed televisiepubliek bekend als de eenarmige inspecteur Jürgen Tauber, die hij tussen 2001 en 2009 speelde in de afleveringen van de ARD-misdaadserie Polizeiruf 110, geproduceerd door de Bayerischer Rundfunk. In 2005 speelde hij een rol in het hoorspel Parzivals Weg van Tankred Dorst. In 2012 nam hij onder leiding van Sibylle Tafel de rol van de boze wolf op zich in de sprookjesfilm Rotkäppchen uit de ARD-televisieserie Sechs auf einen Streich. In 2014 speelde hij de blinde anarchist Otto Weidt in de televisiedocumentaire Ein blinder Held – Die Liebe des Otto Weidt. In hetzelfde jaar ontving hij de Seoul International Drama Award in de categorie "Beste Acteur" voor zijn acteerprestaties daar. In 2018 was hij opnieuw te zien als François in Unterwerfung, deze keer in de televisiefilm die zijn neef Titus Selge op basis van het eerder genoemde toneelstuk maakte.
Zijn eerste boek, het autobiografische Hast du uns endlich gefunden, verscheen in oktober 2021 en werd meteen een bestseller op de markt voor Duitstalige boeken.

## Prijzen, eerbewijzen
- 1977: Kunstpreis Berlin
- 2000: Deutscher Filmpreis als "beste bijrol" in Drei Chinesen mit dem Kontrabass
- 2003: Deutscher Fernsehpreis in de categorie "beste hoofdrol" voor de Polizeiruf 110-afleveringen Tiefe Wunden en Pech und Schwefel
- 2004: Benoeming tot ere-commissaris van de Beierse politie, samen met collega-actrice Michaela May
- 2006: Adolf-Grimme-Preis (met goud) voor de Polizeiruf 110-aflevering Der scharlachrote Engel (samen met vier medespelers)
- 2007: Adolf-Grimme-Preis voor de Polizeiruf 110-aflevering Er sollte tot (samen met drie medespelers)
- 2007: Goldene Kamera als "beste Duitse acteur"
- 2008: Bayerischer Fernsehpreis in de categorie "beste acteur tv-film" voor Angsthasen
- 2009: Bambi in de categorie "acteur, nationaal" voor Jenseits der Mauer
- 2009: Bobby voor de Polizeiruf 110-aflevering Rosis Baby
- 2010: Bayerischer Filmpreis in de categorie "vertolker" voor Poll
- 2014: Seoul International Drama Awards in de categorie "beste acteur" voor zijn hoofdrol in de docudrama Ein blinder Held – Die Liebe des Otto Weidt
- 2016: Schauspieler des Jahres voor zijn rol als François in Unterwerfung
- 2016: Deutscher Theaterpreis Der Faust voor zijn rol als François in Unterwerfung, Deutsches Schauspielhaus Hamburg
- 2016: Rolf-Mares-Preis voor zijn rol als François in Unterwerfung, Deutsches Schauspielhaus Hamburg
- 2022: Literaturpreis der Stadt Fulda voor Hast du uns endlich gefunden
- 2022: Deutscher Hörbuchpreis als "beste interpretatie" voor de voorlezing van het boek Hast du uns endlich gefunden
- 2022: Bayerischer Buchpreis – publieksprijs van Bayern 2 voor Hast du uns endlich gefunden

## Filmografie

### Speelfilms
- 1982: Krieg und Frieden
- 1984: Der Havarist
- 1991: Im Kreise der Lieben
- 1995: Rennschwein Rudi Rüssel
- 1996: Hamsun
- 1997: Rossini – oder die mörderische Frage, wer mit wem schlief
- 1998: Kai Rabe gegen die Vatikankiller
- 1999: Requiem für eine romantische Frau
- 2000: Drei Chinesen mit dem Kontrabass
- 2000: Fisimatenten
- 2000: DoppelPack
- 2001: Das Experiment
- 2001: Suck My Dick
- 2004: Bibi Blocksberg und das Geheimnis der blauen Eulen
- 2005: Im Schwitzkasten
- 2007: Reine Geschmacksache
- 2007: Der Preis der Vergeltung (The Debt)
- 2009: Lippels Traum
- 2009: Im nächsten Leben
- 2010: Der grosse Kater
- 2010: Poll
- 2012: Ludwig II
- 2013: Feuchtgebiete
- 2013: Inside Wikileaks – Die fünfte Gewalt (The Fifth Estate)
- 2014: Miss Sixty
- 2015: Bach in Brazil
- 2022: Aus meiner Haut
- 2024: Marianengraben

### Televisiefilms
- 1986: Herschel und die Musik der Sterne
- 1988: Schön war die Zeit
- 1990: Der neue Mann
- 1990: Der zerbrochne Krug
- 1992: Abgetrieben
- 1993: Der Gesandte
- 1998: Das Böse
- 1998: Schlange auf dem Altar
- 1999: Mit fünfzig küssen Männer anders
- 1999: Der Erlkönig – Auf der Jagd nach dem Auto von morgen
- 2000: Jahrestage (4 delen)
- 2002: Im Chaos der Gefühle
- 2002: Die Wasserfälle von Slunj
- 2007: Angsthasen
- 2009: Die Freundin der Tochter
- 2009: Jenseits der Mauer
- 2010: Der verlorene Vater
- 2012: Hannas Entscheidung
- 2012: Bankraub für Anfänger
- 2012: Rotkäppchen
- 2013: Ein blinder Held – Die Liebe des Otto Weidt (documentaire)
- 2014: Das Zeugenhaus
- 2015: Nie mehr wie immer
- 2015: Der Fall Barschel
- 2015: Ein großer Aufbruch
- 2017: Mata Hari – Tanz mit dem Tod
- 2017: So auf Erden
- 2018: Unterwerfung
- 2020: Das Geheimnis der Freiheit
- 2020: Ökozid
- 2022: Honecker und der Pastor

### Televisieseries
- 1986: Der Fahnder (aflevering: Totes Rennen)
- 1986: Kir Royal (aflevering: Wer reinkommt, ist drin)
- 1987–1989: Der Alte (diverse rollen, 3 afleveringen)
- 1988: Derrick (aflevering: Die Mordsache Druse)
- 1989: Tatort (aflevering: Armer Nanosh)
- 1996: Die Drei (aflevering: Drei Frauen und ein Casanova)
- 1996: Wolffs Revier (aflevering: Cherchez la femme)
- 1998: Ein starkes Team: Auge um Auge
- 1998: Der König von St. Pauli (serie, 5e deel)
- 1998: Tatort (aflevering: Gefallene Engel)
- 2001–2009: Polizeiruf 110 (17 afleveringen als hoofdcommissaris Jürgen Tauber)
- 2011: Tatort (aflevering: Altes Eisen)
- 2011: Der Kriminalist (aflevering: Abgetaucht)
- 2013: Tatort (aflevering: Machtlos)
- 2013: Verbrechen nach Ferdinand von Schirach (aflevering: Fähner)
- 2013: Hattinger und die kalte Hand (Der Chiemseekrimi I)

### Hoorspelen (selectie)
- 2005: Tankred Dorst: Parzivals Weg (regie: Beate Andres, hoorspelacteurs: Marc Hosemann, Therese Affolter, Max Hopp, Judith Engel, Herbert Fritsch, Jürgen Holtz, Christine Oesterlein, Edgar Selge, Tankred Dorst, Martin Engler, Katharina Burowa, e.a.; 61 minuten)
- 2008: Jan Philipp Reemtsma: Holunderblüte – Ein möglicher Arno-Schmidt-Monolog (regie: Christiane Ohaus)

- Gemeinsame Normdatei: 122531590
- International Standard Name Identifier: 0000 0000 7866 5759
- Library of Congress Control Number: no2005062277
- MusicBrainz: 235efc9b-32e6-49a9-be85-5401039038b3
- Nationale Bibliotheek van Tsjechië: pna2004259345
- Nationale Bibliotheek van Israël: 987007605506705171
- Système universitaire de documentation: 204440009
- Virtual International Authority File: 85079780
- WorldCat: E39PBJjhx47rW8tD8hdMVyDXh3